# Klackstjärnen, Hälsingland
Klackstjärnen är en sjö i Ljusdals kommun i Hälsingland och ingår i Delångersåns huvudavrinningsområde. Sjön har en area på 0,119 kvadratkilometer och ligger 274,3 meter över havet. Sjön avvattnas av vattendraget Lumpån.

## Delavrinningsområde
Klackstjärnen ingår i det delavrinningsområde (686177-152015) som SMHI kallar för Inloppet i Gunnarsbosjön. Medelhöjden är 247 meter över havet och ytan är 21,43 kvadratkilometer. Det finns inga avrinningsområden uppströms utan avrinningsområdet är högsta punkten. Lumpån som avvattnar avrinningsområdet har biflödesordning 2, vilket innebär att vattnet flödar genom totalt 2 vattendrag innan det når havet efter 72 kilometer. Avrinningsområdet består mestadels av skog (79 procent). Avrinningsområdet har 0,12 kvadratkilometer vattenytor vilket ger det en sjöprocent på 0,6 procent.